# Glass Houghton
Glass Houghton är en stadsdel i Castleford, i distriktet Wakefield, i grevskapet West Yorkshire, i England. Glass Houghton var en civil parish från 1866 till 1938 då den blev en del av Castleford. Denna civil parish hade 8 602 invånare år 1931. Byn nämndes i Domedagsboken (Domesday Book) år 1086, och kallades då Hoctun.